# Trichopilia
Genre
Classification phylogénétique
Trichopilia est un genre d'orchidées, comprenant plus d'une cinquantaine d'espèces originaires d'Amérique centrale et d'Amérique du Sud.

## Quelques espèces
- Trichopilia aenigma  Garay 1996
- Trichopilia amabilis Dressler 2003
- Trichopilia backhousiana Rchb.f. 1876
- Trichopilia boliviensis Klikunas & Christenson 2004
- Trichopilia brasiliensis Cogn.  1906
- Trichopilia concepcionis Kraenzl. 1920
- Trichopilia dalstroemii Dodson 2003
- Trichopilia endresiana  Dressler & Pupulin 2005
- Trichopilia eneidae  Dressler 2003
- Trichopilia fragrans  (Lindl.) Rchb.f. 1858
- Trichopilia galeottiana A.Rich. 1845
- Trichopilia gracilis C.Schweinf. 1952
- Trichopilia grata Rchb.f. 1868
- Trichopilia hennisiana Kraenzl. 1908
- Trichopilia juninensis C.Schweinf.  1945
- Trichopilia leucoxantha L.O.Williams 1941
- Trichopilia maculata  Rchb.f. 1855
- Trichopilia marginata Henfr. 1851 (syn. Trichopilia coccinea)
- Trichopilia mesoperuviensis  Klikunas & Christenson  2004
- Trichopilia mutica  (Lindl.) Rchb.f. & Wullschl.  1863
- Trichopilia occidentalis  Christenson  2004
- Trichopilia oicophyllax Rchb.f.  1856
- Trichopilia olmosii  Dressler  2001
- Trichopilia peruviana  Kraenzl. 1915
- Trichopilia punctata  Rolfe  1890
- Trichopilia punicea  Dressler & Pupulin  2006
- Trichopilia rostrata Rchb.f. 1872
- Trichopilia santoslimae Brade 1943
- Trichopilia similis  Dressler 2001
- Trichopilia steinii  Dodson 2003
- Trichopilia suavis Lindl. & Paxton 1850
- Trichopilia subulata  (Sw.) Rchb.f. 1865
- Trichopilia tortilis Lindl. 1836
- Trichopilia tubella  Dressler 2005
- Trichopilia turialbae Rchb.f. 1863
- Trichopilia undulatissima D.E.Benn. & Christenson 1998
- Trichopilia wageneri  (Rchb.f.) Rchb.f. 1858

## Synonymes
- Pilumna Lindl. (1844)
- Leucohyle Klotzsch (1855)[1]